# Presidenti della Camera dei deputati (Regno di Sardegna)
I presidenti della Camera dei deputati del Regno di Sardegna furono i seguenti.

## Lista
| Nº  | Presidente (Nascita-Morte) | Presidente (Nascita-Morte) | Presidente (Nascita-Morte)                 | Collocazione politica | Mandato          | Mandato                                           | Leg.            |
| Nº  | Presidente (Nascita-Morte) | Presidente (Nascita-Morte) | Presidente (Nascita-Morte)                 | Collocazione politica | Inizio           | Fine                                              | Leg.            |
| --- | -------------------------- | -------------------------- | ------------------------------------------ | --------------------- | ---------------- | ------------------------------------------------- | --------------- |
| 1   |                            |                            | Vincenzo Gioberti (1801-1852)              | Destra storica        | 16 maggio 1848   | 29 luglio 1848                                    | I               |
| 1   | 18 ottobre 1848            | 16 dicembre 1848           | Vincenzo Gioberti (1801-1852)              | Destra storica        |                  |                                                   | I               |
| 2   |                            |                            | Lorenzo Pareto (1800-1865)                 | Mazzinianesimo        | 9 febbraio 1849  | 30 marzo 1849                                     | II              |
| 2   | 13 agosto 1849             | 20 novembre 1849           | Lorenzo Pareto (1800-1865)                 | Mazzinianesimo        | III              |                                                   |                 |
| 3   |                            |                            | Pier Dionigi Pinelli (1804-1852)           | Destra storica        | 29 dicembre 1849 | 19 novembre 1850                                  | IV              |
| 3   | 23 novembre 1850           | 27 febbraio 1852           | Pier Dionigi Pinelli (1804-1852)           | Destra storica        |                  |                                                   | IV              |
| 3   | 4 marzo 1852               | 25 aprile 1852             | Pier Dionigi Pinelli (1804-1852)           | Destra storica        |                  |                                                   | IV              |
| 4   |                            |                            | Urbano Rattazzi (1808-1873)                | Sinistra storica      | 11 maggio 1852   | 27 ottobre 1853                                   | IV              |
| 5   |                            |                            | Carlo Bon Compagni di Mombello (1804-1880) | Destra storica        | 16 novembre 1853 | 20 novembre 1853                                  | IV              |
| 5   | 26 dicembre 1853           | 29 maggio 1855             | Carlo Bon Compagni di Mombello (1804-1880) | Destra storica        | V                |                                                   |                 |
| 6   |                            |                            | Carlo Cadorna (1809-1891)                  | Indipendente          | V                | 14 novembre 1855                                  | 16 giugno 1856  |
| 6   | 8 gennaio 1857             | 16 luglio 1857             | Carlo Cadorna (1809-1891)                  | Indipendente          | V                |                                                   |                 |
| 6   | 16 gennaio 1858            | 14 luglio 1858             | Carlo Cadorna (1809-1891)                  | Indipendente          | VI               |                                                   |                 |
| (4) |                            |                            | Urbano Rattazzi (1808-1873)                | Sinistra storica      | VI               | 12 gennaio 1859                                   | 21 gennaio 1860 |
| 7   |                            |                            | Giovanni Lanza (1810-1882)                 | Destra storica        | 10 aprile 1860   | 17 dicembre 1860 (in carica fino al 7 marzo 1861) | VII             |